# Muhàmmad ibn Ghàniya
Muhàmmad ibn Alí ibn Yússuf (àrab: محمد بن علي بن غانية, Muḥammad b. ʿAlī b. Ḡāniya), més conegut com a Muhàmmad ibn Alí ibn Ghàniya o, simplement, Muhàmmad ibn Ghàniya fou emir de Mayurqa (1126-1155).
Fou fill d'Alí ibn Yússuf i de la princesa almoràvit Ghàniya, que dona nom a la família, els Banu Ghàniya, i germà de Yahya ibn Ghàniya, valí de Balànsiya i Múrsiya.
El 1126 fou nomenat valí almoràvit de Mayurqa i, vers el 1148, enfonsats els almoràvits, va restar independent i nombrosos partidaris dels almoràvits van marxar a les Balears, darrer nucli d'oposició als almohades.
El 1165 fou derrocat i mort juntament amb el seu fill i hereu Abd-Al·lah ibn Muhàmmad ibn Ghàniya, en una revolució de palau dirigida pel seu altre fill, Ishaq ibn Muhàmmad ibn Ghàniya, a qui va passar el tron.